# Soracachi (plaats)
Soracachi is een plaats in het departement Oruro, Bolivia. Het is hoofdplaats van de gemeente Soracachi, gelegen in de Cercado provincie.

## Bevolking
| Jaar | Populatie |
| ---- | --------- |
| 1992 | 422       |
| 2001 | 480       |
| 2012 | 450       |